# Corbon, Calvados
Corbon var en kommun i departementet Calvados i regionen Normandie i norra Frankrike. Kommunen låg i kantonen Mézidon-Canon som ligger i arrondissementet Lisieux. Området som utgjorde den tidigare kommunen Corbon hade 73 invånare år 2017.
Kommunen upphörde den 1 januari 2015, då den slogs samman med kommunen Notre-Dame-d'Estrées till den nya kommunen Notre-Dame-d'Estrées-Corbon.

## Befolkningsutveckling
Antalet invånare i kommunen Corbon
| Referens: INSEE |